# Calophasia nisseni
Calophasia nisseni är en fjärilsart som beskrevs av Rothschild 1913. Calophasia nisseni ingår i släktet Calophasia och familjen nattflyn. Inga underarter finns listade i Catalogue of Life.